# Физика будущего
«Физика будущего» — книга физика-теоретика Митио Каку, активного популяризатора науки и автора научно-популярных книг «Гиперпространство» и «Физика невозможного». Он размышляет о возможностях технологического развития на ближайшие 100 лет. Интервьюируя известных в своих областях исследований ученых, Митио Каку излагает своё видение грядущего развития в медицине, информационных технологиях, исследованиях в области искусственного интеллекта, нанотехнологий и энергетике, утверждает[кто?], что "эта книга больше всего напоминает мою[кого?] книгу «Visions». Митио Каку пишет, что он надеется, что его прогнозы на 2100 год будут такими же успешными, как прогнозы писателя Жюля Верна в его романе 1863 года «Париж в XX веке».
Митио Каку противопоставляет прогноз Жюля Верна прогнозу Генерального почтмейстера США Джона Ванамейкера (англ. John Wanamaker), который в 1893 году предсказал, что почта так же будет доставляться дилижансами и всадниками и через сто лет, и основателю IBM Томасу Уотсону, который в 1943 году якобы сказал: «Я думаю, что существует мировой рынок для может быть, пяти компьютеров». Митио Каку указывает на эту длинную историю несбывшихся прогнозов против прогресса, для того, чтобы подчеркнуть своё утверждение «видно, как опасно ставить на будущее. Вообще, прогнозы на будущее, за редким исключением, всегда недооценивали скорость технического прогресса». Книга была в списке бестселлеров The New York Times на протяжении пяти недель.

## Содержание
Каждая глава разделена на три раздела: Ближайшее будущее (2000—2030 годы), Середина века (2030—2070 годы) и Далёкое будущее (2070—2100 годы). Автор отмечает, что периоды времени являются лишь весьма приблизительными, но показывают общие временные рамки для различных тенденций в книге.

### Будущее компьютера: Превосходство сознания над материей
Митио Каку начинает с Закона Мура и сравнивает чип почтовой открытки, которая поёт Happy Birthday с вычислительными мощностями, которыми владели союзники в 1945 году, утверждая, что чип открытки намного мощнее, и что «Гитлер, Черчилль или Рузвельт пошли бы на убийство ради того, чтобы заполучить этот чип». Он предсказывает, что мощь компьютеров будет увеличиваться до той точки, когда компьютеры, как электричество, бумага, и вода «растворятся в ткани нашей жизни, и компьютерные чипы будут встраиваться в стены зданий».
Он также предсказывает, что очки и контактные линзы будут подключены к интернету, используя технологию, похожую на Виртуальный ретинальный монитор. Автомобили будут без водителей и управляться с помощью системы GPS. Этот прогноз подтверждается результатами DARPA Grand Challenge. Пентагон предполагает сделать 1/3 наземных вооруженных сил США автоматизированными к 2015 году, так как чаще всего американские солдаты гибнут от заложенных на дорогах мин, то в будущем многие транспортные средства армии США будут ездить без водителей. Технологии, похожие на BrainGate, позволят людям управлять компьютерами с помощью крошечных мозговых сенсоров, и «как волшебникам, двигать объекты вокруг силой своей мысли».

### Будущее искусственного интеллекта
Автор обсуждает роботизированные части тела, модульных роботов, безработицу, вызванную роботами, суррогаты и аватары (как в соответствующих известных фильмах), и обратный инжиниринг мозга. Далее он переходит к трём законам робототехники и их противоречиям.
Он поддерживает идею, что «в качестве минимальной меры в мозг робота можно поместить специальный чип, который будет автоматически выключать своего носителя при возникновении у него мыслей об убийстве людей», и верит, что наиболее вероятен сценарий, где роботы будут свободны сеять хаос и разрушения, но будут разработаны так, что будут сами желать добра.

### Будущее медицины. Совершенство и далее
Митио Каку считает, что в будущем перепрограммирование генов может осуществляться с помощью специально запрограммированных вирусов, которые могут активировать гены, которые замедляют процесс старения.
Нанотехнологические датчики будут проверять на различные болезни и рак, наноботы смогут вводить лекарства в определённые клетки, когда болезнь будет найдена, и достижения в области извлечения стволовых клеток будут применяться в выращивании новых органов. Идея возродить вымершие виды сможет стать биологически возможной.

### Нанотехнологии. Всё из ничего?
Автор обсуждает программируемую материю, квантовые компьютеры, углеродные нанотрубки и возможность создания репликаторов. Он также ожидает появления различных наноустройств, которые будут находить и уничтожать раковые клетки, оставляя нормальные клетки неповрежденными.

### Будущее энергии. Энергия звёзд
Митио Каку обсуждает проблему истощения месторождений нефти на планете, указывая на кривую Хабберта, и обостряющуюся проблему иммигрантов, которые хотят жить в Американской мечте расточительного потребления энергии. Он предсказывает, что будущее за водородом и солнечной энергией, вспоминая пари Генри Форда и Томаса Эдисона о том, нефть или электричество будут доминировать в будущем, описывает термоядерный синтез с помощью лазеров и магнитных полей, и отвергает холодный синтез как тупик.
Автор говорит о том, что народы не хотят заниматься проблемой глобального потепления, поскольку ископаемое топливо, являясь самым дешёвым источником энергии, стимулирует экономический рост.
Митио Каку считает, что в далёком будущем сверхпроводимость при комнатной температуре откроет эру автомобилей и поездов на магнитной подвеске.

### Будущее космических путешествий. К звёздам
В отличие от обычных химических ракет, которые используют третий закон Ньютона, солнечные паруса используют давление излучения звёзд. Митио Каку считает, что после отправки гигантского солнечного паруса на орбиту можно установить лазеры на Луне, которые бы ударили в парус и придали ему дополнительный импульс.
Альтернатива — отправить тысячи нанокораблей, из которых лишь немногие будут достигать пункта назначения. «После прибытия на соседнюю Луну они могут создать фабрику для создания неограниченного числа копий самих себя», — говорит Митио Каку. Нанокорабли потребует очень мало топлива для ускорения. Они могут посетить ближайшее межзвёздное пространство, разогнавшись в магнитных полях других планет.

### Будущее богатства. Победители и проигравшие
Автор обсуждает, как закон Мура будет влиять на будущее капитализма, какие народы будут процветать и развиваться, как Соединенные Штаты используют «утечку мозгов» в свою пользу для развития экономики.

### Будущее человечества. Планетарная цивилизация
Митио Каку ранжирует цивилизации будущего, с классификацией основанной на потреблении энергии — цивилизации I, II и III типа согласно шкалы Кардашёва, где цивилизация типа I — планетарная цивилизация, потребляющая всю долю излучаемой светилом энергии, которая приходится на планету (около 1017 Вт). Автор упоминает работы Карла Сагана, согласно которым мы сейчас цивилизация типа 0,7. Митио Каку утверждает, что при средней скорости роста экономики наша цивилизация достигнет уровня планетарной цивилизации примерно за 100 лет:

Все технические революции, описанные в этой книге, можно считать этапами большого пути к одной великой цели: созданию планетарной цивилизации. Переход к ней должен стать, вероятно, величайшим событием в истории человечества.
— М. Каку «Физика будущего», глава 8
Национальные государства, согласно Митио Каку, пока будут существовать, но власть над экономикой будет постепенно переходить международным организациям и крупным альянсам, таким как Европейский Союз. Кроме того, уже сегодня видны черты формирующейся планетарной цивилизации. Это он обосновывает появлением интернета как планетарной коммуникационной системы, возникновением планетарных языков в форме английского и китайского, возникновением планетарной экономики, планетарного среднего класса, планетарной поп-культуры, планетарных спортивных соревнований (Олимпиада, Чемпионат мира по футболу), увеличение туризма и международные усилия по борьбе с экологическими угрозами и болезнями.
Также в книге автор рассматривает классификацию цивилизаций по энтропии и объёму обрабатываемой информации.

## Критика
Wall Street Journal считает, что книга Митио Каку «в значительной степени оптимистический взгляд в будущее». В апреле 2011 года The Daily Telegraph заявляет: «Физика будущего <…> написана в ключе фанатичных приверженцев технологии, так, что попахивает бредовым технократическим видением освоения космоса Джерарда О’Нила, как в его книге The High Frontier».
Обозреватели Library Journal заявили: «Эта работа крайне рекомендуется для фанов предыдущих книг Каку и читателям, интересующимся наукой и робототехникой».
Barnes & Noble утверждает: «„Физика будущего“ расценивается как одна из самых захватывающих научных книг нового тысячелетия».
The Economist скептически относится к предсказанию в целом, указывая на то, что непредвиденные «неизвестные неизвестные» породили множество подрывных инноваций только за прошедший век.
Не все рецензенты дали положительные отзывы на книгу.
В журнале Physics Today физик Neil Gershenfeld пишет, что книга содержит «привлекательные предпосылки», но полна «научно-фантастических скрепок». Гершенфелд говорит: «Такой прогноз можно было составить меньшими усилиями, собрав обложки от популярных научных журналов». Гершенфелд критикует Митио Каку за «некоторые неожиданные физические ошибки», такие как игнорирование трения о воздух при движении поездов на магнитной подушке. Митио Каку хвалят за поднятие «глубоких вопросов», таких как эффект изобилия в будущем, или разделение чувственного восприятия от реальности. Однако, Гершенфелд сетует, что эти вопросы задаются в общих чертах и глубоко не раскрыты. «Было бы более актуально узнать точку зрения автора на эти вопросы, чем выяснить, где и для кого он читал лекции», говорит Гершенфелд.

## Издания
1. Kaku Michio. Physics of the Future: How Science Will Shape Human Destiny and Our Daily Lives by the Year 2100. — New York: Doubleday, 2011. — 416 p. — ISBN 978-0-385-53080-4.
2. Каку Митио. Физика будущего / Пер. с англ. Наталья Лисова. — М.: Альпина нон-фикшн, 2012. — 584 с. — (Библиотека фонда «Династия»). — ISBN 978-5-91671-164-6.